# Maily Nicar
Maily Nicar est une boxeuse française née le 23 octobre 1991.

## Carrière sportive
En 2015, elle remporte le Championnat de France de boxe amateur dans la catégorie des moins de 69 kg.
En 2016, elle remporte la médaille d'argent aux championnats d'Europe amateur à Sofia en moins de 75 kg (poids moyens).
Elle est sacrée championne de France amateur en moins de 69 kg en 2017.